# Bienveillance
Cet article possède un paronyme, voir Les Bienveillantes (homonymie).
La bienveillance est la disposition affective d'une volonté qui vise le bien et le bonheur d'autrui. 

## Bouddhisme
Bienveillance est l'une des traductions usuelles du mot sanskrit maitrī (pali, metta), signifiant à l'origine amitié, fraternité. Elle est un des quatre incommensurables, la pratique des qualités affectives orientées vers l'esprit d'éveil (Bodhicitta) dans le bouddhisme Mahāyāna.
Maitreya, « le Bienveillant », est le nom du prochain Bouddha qui viendra, après Siddhartha Gautama, le bouddha historique.

## Confucianisme
Selon Marcel Granet, la "bénévolence" confucéenne signifie la volonté et l'acte de faire du bien  et n'a pas la possible connotation condescendante de "bienveillance", ou la gratuité de bénévolat.
Au Japon, la bienveillance (仁 - Jin en japonais) est une des notions fondamentales du Bushido. Inazo Nitobe en donne cette description :
Confucius et Mencius, l'un comme l'autre, l'ont souvent affirmé : la qualité fondamentale d'un chef est la bienveillance. Confucius aurait dit : « Que le prince cultive les vertus et le peuple viendra à lui en masse, avec le peuple viendront les terres, avec les terres la richesse. Cette richesse sera le bénéfice de la rectitude du prince. Vertu est racine, richesse est moisson ». Et encore «Jamais on ne vit de prince bienveillant, monarque d'un peuple qui n'aime pas la vertu ». Quant à Mencius, il mettait ses pas dans les siens en disant : « On peut citer des exemples d'hommes capables d'atteindre un pouvoir suprême dans certaines contrées malgré un total manque de bienveillance mais jamais je n'ai entendu parler d'empires entiers tombant dans les mains de l'un de ceux qui manqueraient de cette vertu. En outre, il est impossible à quiconque de devenir monarque d'un peuple qui ne lui aurait pas fait, au préalable, allégeance de son cœur. » - « La bienveillance, dit-il avec Confucius, fait l'homme ».

## Christianisme
La bienveillance est une des caractéristiques principales de Dieu. Comme on peut lire dans l'hymne au début de l'Épître aux Éphésiens, Dieu a un « dessein bienveillant » (Ep 1,9), un « dessein d’amour » (Ep 1,5) à l'égard de l'homme. Ce dessein a été mis en œuvre avant même « la fondation du monde », quand le Père a choisi tout être humain dans le Christ (Ep 1,4). Avec la venue de Jésus-Christ les hommes peuvent être fils adoptifs de Dieu (Ep 1,5), c'est-à-dire vivre pleinement « dans l'amour », malgré les limites, les difficultés et les péchés (Ep 1,4.7). En effet, le Christ est l'archétype et le rédempteur de l’homme. Donc, par Jésus-Christ se réalise ce « dessein bienveillant » qui a pour fin d’amener les hommes à « leur plénitude [et à] récapituler toutes choses dans le Christ, celles du ciel et celles de la terre. » (Ep 1,10).

## Rose-Croix
La bienveillance a pour base le pardon et se dépasse rationnellement selon l'éthique rosicrucienne par la sagesse, par la tolérance réciproque, la bienveillance est considérée aussi comme source du bonheur et elle embellit l'âme.

## Hindouisme
L'ahimsa est l'une des cinq observances morales (yama) à pratiquer dans le Raja yoga.